# Тедзмісхеві
Тедзмісхеві (груз. თეძმისკევი) — село в Грузії.
За даними перепису населення 2014 року в селі проживає 132 осіб.